# Seznam poslanců Malty (1947–1950)
Seznam poslanců Malty za volební období 1947–1950.
| Jméno                        | Strana | Volební okresek | Poznámky                                |
| ---------------------------- | ------ | --------------- | --------------------------------------- |
| Joseph Agius Muscat          | PN     | 2               |                                         |
| Carmelo Agius                | MLP    | 5               |                                         |
| Emmanuele Agius              | PN     | 7               |                                         |
| Filippo Apap Bologna         | DAP    | 7               |                                         |
| Emmanuel Attard Bezzina      | MLP    | 3               |                                         |
| Guze Attard Bezzina          | MLP    | 2               |                                         |
| Agatha Barbara               | MLP    | 2               |                                         |
| Robert Bencini               | MLP    | 6               |                                         |
| Pawlu Boffa                  | MLP    | 3               |                                         |
| Giorgio Borg Olivier         | PN     | 4               |                                         |
| Anton Calleja                | GOZ    | 8               |                                         |
| Bertram Camilleri            | MLP    | 1               |                                         |
| Francesco Camilleri          | JON    | 8               | zemřel; nástupceCauchi, Mabbli          |
| John Camilleri               | MLP    | 5               |                                         |
| Carmelo Caruana              | PN     | 3               |                                         |
| Gerard Cassar                | MLP    | 6               |                                         |
| Guze Cassar                  | MLP    | 3               |                                         |
| Guzeppi Cefai                | GOZ    | 8               |                                         |
| Johnny Cole                  | MLP    | 3               |                                         |
| Turu Colombo                 | MLP    | 5               |                                         |
| Pietru Paul Debono           | MLP    | 4               |                                         |
| Guze Ellul                   | MLP    | 1               |                                         |
| Amadeo Fava                  | MLP    | 7               |                                         |
| John (Jack) Frendo Azzopardi | PN     | 5               |                                         |
| Godwin G. Ganado             | MLP    | 4               |                                         |
| Albert R. Glenday            | MLP    | 4               |                                         |
| Albert V. Hyzler             | DAP    | 6               |                                         |
| Joseph Hyzler                | DAP    | 1               |                                         |
| Henry Jones                  | JON    | 8               |                                         |
| Nestu Laviera                | MLP    | 2               |                                         |
| F.W. Maempel                 | PN     | 6               | zemřel; nástupce Camilleri, Giuseppe M. |
| Francesco Masini             | GOZ    | 8               |                                         |
| Guze Miceli                  | MLP    | 1               |                                         |
| Dominku Mintoff              | MLP    | 2               |                                         |
| Enrico Mizzi                 | PN     | 1               |                                         |
| Giuseppe Pace                | DAP    | 5               |                                         |
| John Raimondo                | MLP    | 2               |                                         |
| Anthony Schembri Adami       | MLP    | 7               |                                         |
| Joseph Schembri              | MLP    | 6               |                                         |
| Peter Paul Scicluna          | MLP    | 7               |                                         |